# 밈네, 리그네, 라그네
밈네, 리그네, 라그네(아일랜드어: Muimne, Luigne, Laigne)은 에레원의 아들들이다.
아일랜드 신화와 전통 전승에 따르면, 아버지가 죽은 뒤 공동으로 아르드리의 자리에 올랐다. 3년 동안 에린을 통치하다가 밈네가 먼저 라흐크로간에서 역병으로 사망하고, 리그네와 라그네는 아르드 라드란 전투에서 자기 사촌들이자 에베르 핀의 아들들인 에르, 오르바, 페론, 페르그나에게 살해당했다. 그들은 후계가 없었기 때문에 막내동생 이리얼 파드가 에레원 계를 계승하게 된다.
《에린 침략의 서》에 따르면, 이 셋의 치세 3년은 아시리아의 왕 미스레우스의 재위 마지막 해와 타우타네스의 재위 초기 2년과 같은 때이며(히에로니무스의 《크로니콘》에 따르면, 기원전 1192년 ~ 기원전 1189년), 제프리 키팅은 기원전 1272년 ~ 기원전 1269년, 《에린 왕국 연대기》는 기원전 1684년 ~ 기원전 1681년으로 추산하고 있다.
| 전임 에레원 | 에린의 지고왕 LGE 기원전 1192년 ~ 기원전 1189년 AFM 기원전 1684년 ~ 기원전 1681년 FFE 기원전 1272년 ~ 기원전 1269년 | 후임 에르, 오르바, 페론, 페르그나 |